# HMAS Champion
HMAS Champion – australijski holownik, w późniejszym czasie także trałowiec pomocniczy należący do Royal Australian Navy (RAN).

## Historia
Holownik ST Champion został zbudowany w brytyjskiej w stoczni J. P. Reynolds and Son w 1895 na zamówienie sydneyskich biznesmenów, J. i A. Brownów. Statek mierzył 135 stóp długości, 24 stopy szerokości i miał 14 stopy i 3 cale zanurzenia (41,14 x 7,31 x 4,34 m), jego pojemność brutto wynosiła 307 ton. Napęd stanowiły dwie maszyny parowe potrójnego rozprężania z cylindrami o średnicy 17, 28 i 47 cali (431, 711 i 1193 mm) i skoku tłoka 33 cali (838 mm) o łącznej mocy 1000 KM, silnik napędzany był parą z pojedynczego kotła o rozmiarach 17 na 16 stóp (5181 x 4876 mm) opalanym węglem w czterech paleniskach. Zapas bunkru wynosił 120 ton, z możliwością załadunku dodatkowych 40 ton. Przy maksymalnym obciążeniu węglem holownik mógł przy prędkości 10 węzłów pływać przez 14 dni. Prędkość maksymalna wynosiła 13 węzłów. Holownik był znakomicie wyposażony, miał między innymi oświetlenie elektryczne i dodatkowe wyposażenie potrzebny przy pracy ratunkowej. W chwili jego przybycia do Sydney był to najnowocześniejszy holownik na półkuli południowej.
Po jego wodowaniu holownik wyruszył z Wielkiej Brytanii do Australii 19 grudnia 1895, na początku stycznia przybył na Maltę, 14 lutego pobrał węgiel w Darwin i 18 lutego przybył na miejsce przeznaczenia do Sydney.
Holownik brał udział w przynajmniej dwóch różnych kolizjach (w 1904 ze szkunerem Ventura i w 1918 z SS Dunmore).
Statek został upamiętniony na obrazie „Tug Champion Towing Ship Leicester Castle” autorstwa Williama Edgara.
Po wybuchu I wojny światowej, Champio” został włączony do RAN, gdzie służył jako trałowiec pomocniczy i holownik.
Po wojnie został zwrócony właścicielom, zatonął w latach 50.